# Petr Vašek (lední hokejista)
Petr Vašek (25. listopadu 1945, Jihlava – 9. února 2006, Jihlava) byl český hokejový útočník.

## Hokejová kariéra
V československé lize hrál za TJ Gottwaldov. Odehrál 6 ligových sezón, nastoupil ve 205 ligových utkáních, dal 50 gólů a měl 40 asistencíi.

## Klubové statistiky
| Sezona    | Klub             | Soutěž  | Základní část | Základní část | Základní část | Základní část | Základní část |
| Sezona    | Klub             | Soutěž  | Z             | G             | A             | B             | TM            |
| --------- | ---------------- | ------- | ------------- | ------------- | ------------- | ------------- | ------------- |
| 1967/1968 | TJ Gottwaldov    | 1. liga | 28            | 9             | 9             | 18            | -             |
| 1968/1969 | TJ Gottwaldov    | 1. liga | 32            | 9             | 3             | 12            | -             |
| 1969/1970 | TJ Gottwaldov    | 1. liga | 36            | 20            | 12            | 32            | -             |
| 1970/1971 | TJ Gottwaldov    | 2. liga | -             | -             | -             | -             | -             |
| 1971/1972 | TJ Gottwaldov    | 1. liga | 35            | 5             | 7             | 12            | -             |
| 1972/1973 | TJ Gottwaldov    | 2. liga | -             | -             | -             | -             | -             |
| 1973/1974 | TJ Gottwaldov    | 2. liga | -             | -             | -             | -             | -             |
| 1974/1975 | TJ Gottwaldov    | 1. liga | 31            | 3             | 4             | 7             | -             |
| 1975/1976 | TJ Gottwaldov    | 2. liga | -             | -             | -             | -             | -             |
| 1976/1977 | TJ Gottwaldov    | 1. liga | 43            | 4             | 5             | 9             | -             |
| 1977/1978 | Tatra Kopřivnice | 3. liga | -             | -             | -             | -             | -             |